# Calessa

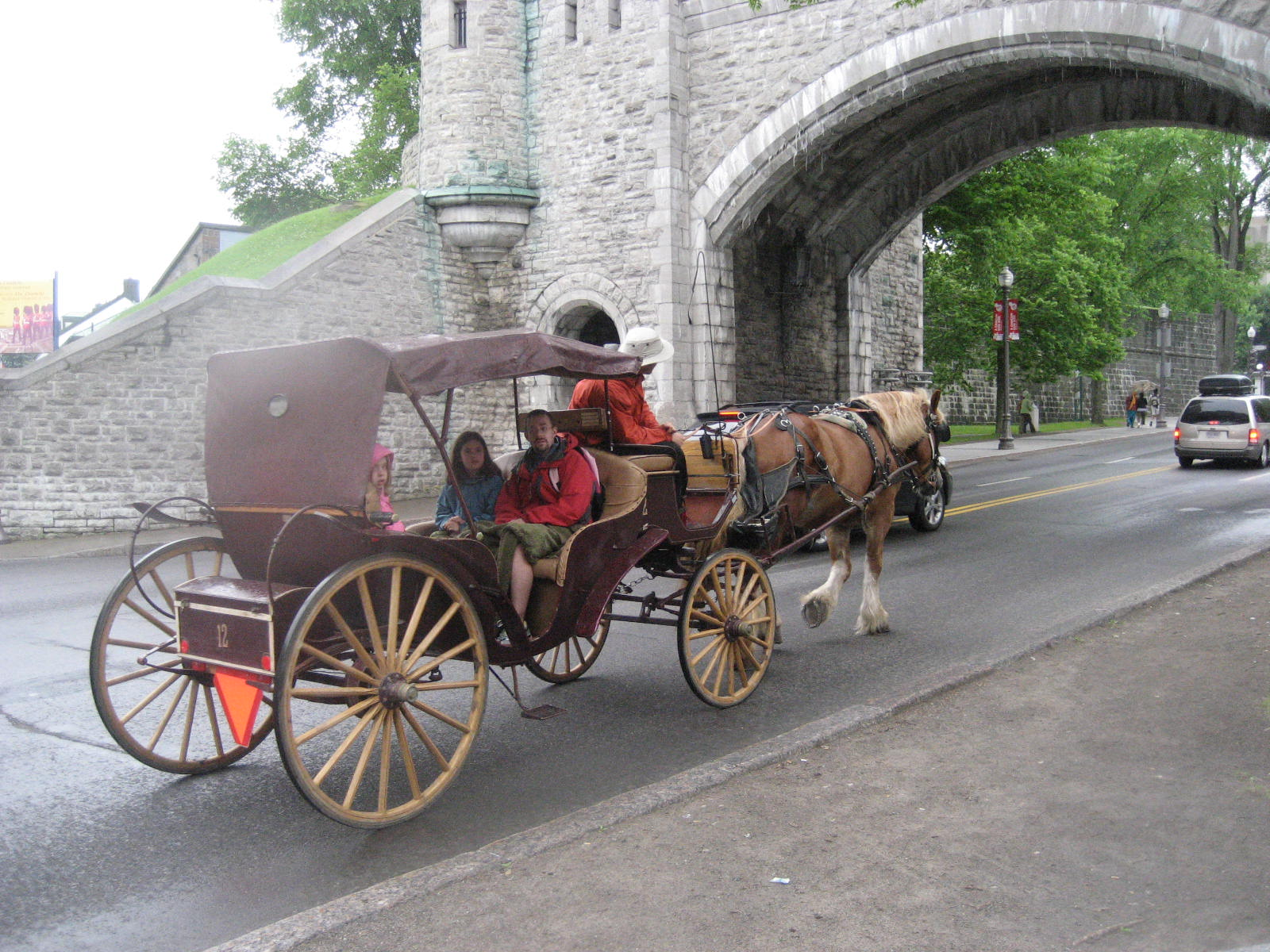
Calessa a la ciutat de Quebec

Una calessa és un carruatge de quatre i, més comunament, de dues rodes, tirat per cavalleries amb tamboret davanter per al conductor, per dins amb dos o quatre seients «cara a cara» de fusta cobert per capota de vaqueta, obert per davant i protegit parcialment de la intempèrie per darrere. Sobre seu s'hi recolzen els passatgers i d'aquesta el carruatge servei de respatller.